# Karl Bornhausen
Karl Eduard Bornhausen (* 19. November 1882 in Frankfurt am Main; † 20. August 1940 ebenda) war ein deutscher evangelischer Theologe.

## Leben
Nach dem Studium der Theologie an den Universitäten Berlin und Heidelberg, der Promotion 1906 zum Lic. theol. an der Universität Heidelberg und der Habilitation 1910 für Systematische Theologie an der Universität Marburg wurde ihm 1916 das Prädikat Professor durch die Universität Marburg verliehen. 1920 wurde er zum ordentlichen Professor für Religionsphilosophie und Systematische Theologie an der Universität Breslau ernannt. Zum 1. Januar 1933 trat er der NSDAP bei (Mitgliedsnummer 1.434.405). Bei den Bücherverbrennungen die nach der nationalsozialistischen Machtübernahme im Frühjahr 1933 an den meisten deutschen Universitäten stattfanden, trat Bornhausen am 15. Mai als Redner an der Universität Breslau auf. 1934 wurde er ordentlicher Professor an der Goethe-Universität.

## Schriften (Auswahl)
- Die Ethik Pascals. Gießen 1907.
- Religion in Amerika. Beiträge zu ihrem Verständnis. Gießen 1914, OCLC 1199691012.
- Wandlungen in Goethes Religion. Ein Beitrag zum Bunde von Christentum und Idealismus. Breslau 1933, OCLC 602989779.
- Deutscher Volksglaube in der Nordmark. Idealismus und Volksglaube. Weimar 1938, OCLC 15097828.